# 애정이이
《애정이이》(爱情而已)는 2023년 방송되었던 중국의 드라마이다.

## 소개
- 배드민턴 선수 쑹싼촨과 총괄 보좌관에서 스포츠 경영인으로 전향한 량유안이 커리어와 인생의 전환점에서 만나, 새로운 도전을 받아들이고 여러 고난을 이겨내며 함께 치유하고 서로 사랑하는 이야기.

## 등장 인물
- 우레이 - 쑹산촨역
- 저우위퉁 - 량유안 역
- 마범정 (马凡丁) - 량타오 역
- 하호연 (夏浩然) - 장자오자오 역
- 이경 (李卿) - 천저 역
- 시준철 (柴隽哲) - 쉬탄 역
- 고명진 (高铭辰) - 진이 역
- 강패요 (姜珮瑶) - 뤄니엔 역
- 주영등 (朱泳腾) - 장지에 역
- 장도 (章涛) - 장옌 역
- 마백전(马柏全) - 다이이 역
- 도송암 - 안충 역
- 궈커이 (郭柯宇) - 천커 역